# Ulszan
Ulszan (Ulsan) Dél-Korea hetedik legnépesebb városa, jelentős ipari központ, itt található a világ legnagyobb autógyára, mely a Hyundai tulajdona, de a Hyundai hajóépítő iparága is itt székel. Az ulszani repülőtér belföldi járatokat indít.

## Közigazgatása
| Puk-ku (Buk-gu) Tong-ku (Dong-gu) Csung-ku (Jung-gu) Nam-ku (Nam-gu) Uldzsu (Ulju) | Kerületek             | Kerületek | Kerületek | Kerületek | Kerületek | Kerületek |
| Puk-ku (Buk-gu) Tong-ku (Dong-gu) Csung-ku (Jung-gu) Nam-ku (Nam-gu) Uldzsu (Ulju) | Csung-ku (Jung-gu)    | 중구      | 中區      | 236 988   |           |           |
| Puk-ku (Buk-gu) Tong-ku (Dong-gu) Csung-ku (Jung-gu) Nam-ku (Nam-gu) Uldzsu (Ulju) | Nam-ku (Nam-gu)       | 남구      | 南區      | 341 363   |           |           |
| Puk-ku (Buk-gu) Tong-ku (Dong-gu) Csung-ku (Jung-gu) Nam-ku (Nam-gu) Uldzsu (Ulju) | Puk-ku (Buk-gu)       | 북구      | 北區      | 188 664   |           |           |
| Puk-ku (Buk-gu) Tong-ku (Dong-gu) Csung-ku (Jung-gu) Nam-ku (Nam-gu) Uldzsu (Ulju) | Tong-ku (Dong-gu)     | 동구      | 東區      | 176 861   |           |           |
| Puk-ku (Buk-gu) Tong-ku (Dong-gu) Csung-ku (Jung-gu) Nam-ku (Nam-gu) Uldzsu (Ulju) | Megyék                |           |           |           |           |           |
| Puk-ku (Buk-gu) Tong-ku (Dong-gu) Csung-ku (Jung-gu) Nam-ku (Nam-gu) Uldzsu (Ulju) | Uldzsu-kun (Ulju-gun) | 울주군    | 蔚州郡    | 222 739   |           |           |